# Veletrh

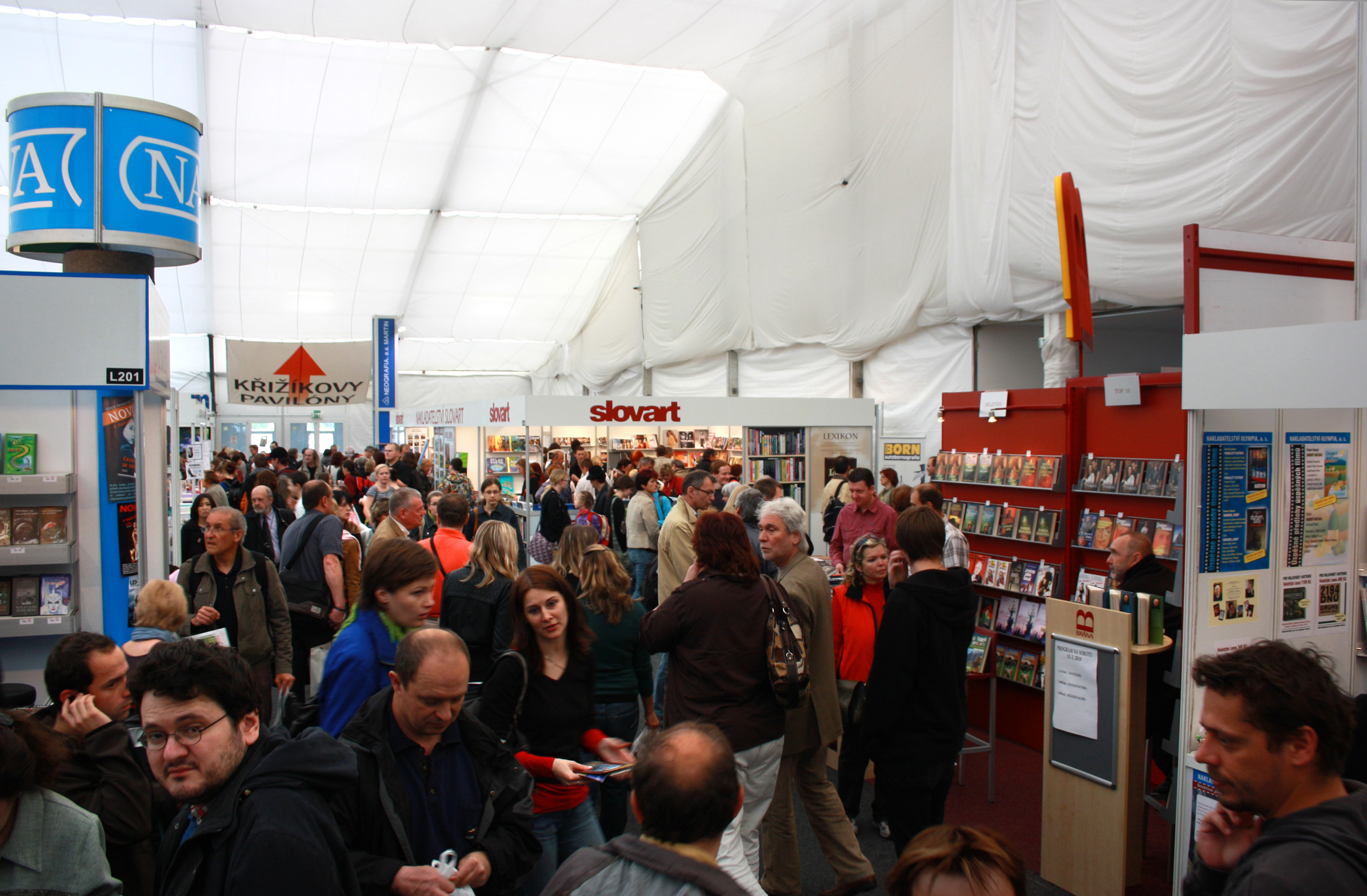
Veletrh Svět knihy 2010

Veletrh je výstava produktů firem z jednoho odvětví, jejímž hlavním cílem je prezentovat odborné veřejnosti nové produkty a navazovat kontakty s oborovými velkoobchody, prodejci nebo výrobními, či montážními firmami. Na rozdíl od běžného trhu nejde o přímý prodej koncovým zákazníkům; ten zde často nebývá možný nebo jen v omezené míře. Některé veletrhy nejsou otevřeny veřejnosti vůbec nebo jsou jí přístupné jen ve vyhrazené dny, zpravidla ke konci veletrhu. Trvání veletrhu obvykle bývá okolo jednoho týdne.
Veletrhy se dělí podle odvětví, která reprezentují. Existují tak veletrhy strojírenské, automobilové, zemědělské, potravinářské, knižní, veletrhy výpočetní techniky a bezpočet dalších. V České republice ročně probíhají stovky výstavních a veletržních akcí. Nejsilnější postavení mají přehlídky zaměřené na zemědělství (Země živitelka, Flora, Techagro) strojírenství (Mezinárodní strojírenský veletrh), ale i kulturní dění (Svět knihy).
Veletrhy pro dané odvětví se obvykle konají jednou za rok na stejném místě. V některých případech sahá jejich tradice hluboko do minulosti, například trhy ve Frankfurtu nad Mohanem jsou doloženy již z roku 1160. V prostorách jednoho výstavního areálu se obvykle během roku konají veletrhy pro různá odvětví.
V moderním pojetí představuje veletrh efektivní nástroj marketingu. I když jeho cílem není bezprostřední prodej, může přímou prezentací výrobků významně ovlivnit nákupní chování jak koncových zákazníků, tak potenciálních obchodních partnerů. Pro svou schopnost působit na všechny smysly se tak může veletrh stát důležitým článkem obchodní strategie a marketingového mixu.

## Domácí veletržní tradice
Jako určitý předobraz současných veletrhů můžeme chápat středověké výroční trhy pořádané většinou u příležitosti důležitých církevních svátků. Vznik moderních veletrhů je však spjat s průmyslovou revolucí a snahou výrobců, ale i jednotlivých států představit výsledky svého úsilí. Jednou z prvních výstav tohoto typu na českém území byl Velký trh tovarů království českého, který se konal roku 1754 ve Veltrusech. První průmyslová výstava přímo v Praze se uskutečnila roku 1791. Přesně sto let poté proběhla pravděpodobně nejvýznamnější česká veletržní událost 19. století – Všeobecná zemská výstava. U té příležitosti byl v pražské Stromovce vybudován secesní Průmyslový palác a přilehlý výstavní areál.
Ve dvacátém století se významným veletržním městem stalo Brno. To bylo pro svou polohu na půl cesty mezi Prahou a Bratislavou zvoleno jako místo konání Výstavy soudobé kultury v Československu oslavující deset let samostatného československého státu Na výstavbě brněnského výstaviště se podíleli nejlepší architekti a umělci tehdejší doby a výstavní areál je dodnes historicky cenným dokladem funkcionalistické architektury.
Dalšími českými městy s veletržní či výstavní tradicí jsou například Olomouc (Flora), České Budějovice (Země živitelka) či Litoměřice (Zahrada Čech).